# Catharsius ulysses
Catharsius ulysses là một loài bọ cánh cứng trong họ Bọ hung (Scarabaeidae).